# Schlacht von Xinkou
1937–1939

Marco-Polo-Brücke – Peking-Tianjin – Chahar – Shanghai (Sihang-Lagerhaus) – Peking-Hankou-Eisenbahn – Tianjin-Pukou-Eisenbahn – Taiyuan (Pingxingguan, Xinkou) – Nanking – Xuzhou (Tai’erzhuang) – Henan – Lanfeng – Amoy – Überflutung des Gelben Flusses – Wuhan (Wanjialing) – Canton – Hainan – Nanchang – (Xiushui) – Chongqing – Suixian-Zaoyang – (Shantou) – Changsha (1939) – Süd-Guangxi – Winteroffensive (Kunlun-Pass) – (Wuyuan)
1940–1942

Zaoyang-Yichang – Hundert Regimenter – Zentral-Hubei – Süd-Henan – West-Hebei – Shanggao – Shanxi – Changsha (1941) – Changsha (1942) – Yunnan-Burma-Straße – Zhejiang-Jiangxi – Sichuan
1943–1945

West-Hubei – Nord-Burma und West-Yunnan – Changde – Ichi-gō – Henan – Changsha (1944) – Guilin–Liuzhou – West-Henan und Nord-Hubei – West-Hunan – Guangxi (1945) – Mandschukuo (1945)
Die Schlacht von Xinkou vom 11. Oktober bis 2. November 1937 war ein entscheidendes Engagement des Taiyuan-Feldzuges, der zweite der 22 großen Kämpfe zwischen der Nationalen Armee und der Kaiserlich Japanischen Armee während des Zweiten Japanisch-Chinesischen Krieges. Die Japaner konnten eine an Truppenzahl überlegene Verteidigungsfront der Nationalen Armee in einem einmonatigen Kampf bei Xinzhou zum Rückzug zwingen, doch bezahlten sie ihren Sieg erstmals in diesem Krieg mit hohen eigenen Verlusten.

## Vorgeschichte
Nach Gefechten bei Nankou rückte das japanische Chahar-Expeditionskorps unter General Itagaki Seishirō auf Weisung der übergeordneten Kwantung-Armee in der Provinz Shanxi ein, besetzte am 13. September Datong und begann mit dem Angriff im Bezirk Yanbei (Landkreise Linchou und Guangling). Die japanische 5. Division rückte von Hebei nach Westen vor und besetzte im Nordwesten von Shanxi nacheinander die Städte Guanglin, Linchou und Hungyuan. Ende September 1937 befahl General Itagaki seiner 5. Division und dem Expeditionskorps, die chinesische Verteidigungslinie entlang der Großen Mauer in Shanxi anzugreifen.
Obwohl die rote chinesische 8. Marscharmee unter der Führung von Lin Biao die Japaner erfolgreich in der Schlacht von Pingxingguan (24. – 25. September 1937) überfallen hatte, erlitten die chinesischen Verteidiger unter dem japanischen Artillerie- und Panzerangriffen schwere Verluste und wurden gezwungen, sich nach Wutaishan zurückzuziehen, um eine weitere Verteidigungslinie in Xinkou einzurichten.

## Verlauf

### Organisation
Die chinesischen Truppen in der Provinz Shanxi wurden von Yan Xishan kontrolliert, einem Warlord, der dort Ende August für die Kuomintang das Oberkommando der 2. Militärregion organisierte, um den Vormarsch der Japaner nach Süden aufzuhalten. Yan Xishan konzentrierte alle verfügbaren chinesischen Truppen im Raum Xinkou, weil dieser Standort das Tor nach Taiyuan, der Hauptstadt von Shanxi schützte und vom Wutaishan und Yunzhonshan-Gebirge flankiert wurde, was sich günstig für die Verteidigung auswirkte.
Die Militärkommission von Chiang Kai-shek befahl der 14. Armeegruppe (unter General Wei Lihuang), die Japaner in Xinkou abzuschlagen. Die 14. Armeegruppe, zusammen mit den 8 Armeen von Yan Xishans, organisierte die Frontalverteidigung um Xinkou, während die 18. Armeegruppe (ohne die 120. und die 2. Division) die Flanken schützte. Die chinesische 6. Armeegruppe (General Yang Aiyuan) organisierte ihren Abschnitt mit zwei Divisionen und einer Brigade. De Verteidigung auf der linken Flanke stützte sich auf die 120. Division, die ihre Kräfte bei Heiyu und Yangfangkou konzentrierte, während eine weitere Division nach hinten geschickt wurde, um die rechte Flanke zu verstärken. Die 34. und 35. Armee bildeten die Reserve, um das Gebiet von Dingxiang und Xinxian  zu decken.

### Einleitungskämpfe
Anfang Oktober startete das japanische Chahar-Expeditionskorps mit der 2. Brigade ihren Angriff auf Gouxian (heute Gouyangxian). Da die Kommunisten und Nationalisten gut zusammenarbeiteten und auch die Japaner schwere Verluste hatten, schlossen sich viele Chinesen dem Kampf gegen die japanischen Invasoren an, besonders nachdem General Jiang Yuzhen und andere Offiziere am 5. Oktober bei Yuanping von den Japanern zu Tode gebracht wurden. Die chinesische 19. Armee hielt den Angriffen bei Gouxian bis zum 9. Oktober stand, dann fielen die Stellungen in japanische Hände. Die japanische 15. Brigade attackierte derweil die Positionen bei Anga-Nahen-Dschixe und Angun.
Aufgrund der ungünstigen Entwicklungen auf dem Schlachtfeld musste der chinesische General Wei Lihuang seine Verteidigung neu organisieren. Am 2. Oktober wurde ihm befohlen, das 9. und 14. Korps der 14. Armee als Verstärkung von Shijiazhuang an der Straße von Zhengtai-Taiyuan nach Xinkou zu führen; zur gleichen Zeit zogen sich die 15. und 17. Armee aus Pingxingguan und Yanmenguan zurück. Wei positionierte die 9., 61. und 35. Armee, um die zentrale Verteidigungslinie zu bilden, wobei sie die Position entlang der Gebirgspässe von Xinkou hielten; während die 14. Armee, die 71. und 66. Division am linken Flügel verteidigten.

### Die Schlacht von Xinkou

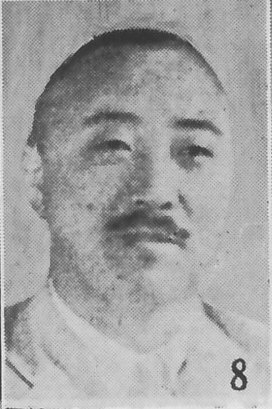
Wei Lihuang

Am 12. Oktober befahl das Oberkommando der 2. Militärregion dem Oberbefehlshaber der 7. Heeresgruppe, General Fu Zuoyi, die 35. Armee und die unabhängige 2. und 3. Brigade der 61. Armee zur Verstärkung nach Xinkou zu führen. Der Oberbefehlshaber der chinesischen Zentralgruppe, Wei Lihuang verfügte schließlich über eine gewaltige Truppenzahl von 31 Divisionen und 13 Brigaden mit etwa 280.000 Mann:
- Rechter Flügel: 15. Armeegruppe unter Liu Maoen mit dem 15. und 17. Korps
- Zentrum: 9. Armee unter Hao Mengling mit der 19., 35., 61. Armee
- Linker Flügel: 14. Armeegruppe unter Li Moan mit dem 14. Korps sowie der 85., 66. und 71. Division

Alle Einheiten unterstanden dem einheitlichen Kommando von General Wei Lihuang und wurden am 11. Oktober in den Stellungen bei Longwangtang, Nanhuaihua, Dabaishui und Nanyu nördlich von Xinkou aufgestellt, um sich auf den Kampf mit den Japanern vorzubereiten.
Am 13. Oktober begann der japanische General Itagaki mit etwa 50.000 Mann den Angriff auf Xinkou. Die 5. Division stand auf dem linken Flügel und konzentrierte ihren Angriff auf Nanhuaihua; die 1. und 12. Division kämpften in der Mitte, während am rechten Flügel die 15. Brigade zum Angriff auf Dabaishui ansetzte. Am 14. Oktober befahl General Wei Lihuang einen ersten chinesischen Gegenangriff: die 218. Brigade der 35. Armee griffen die Japaner bei Gongjiazhuang nördlich von Nanhuaihua von Süden her an. Gleichzeitig griffen 1.000 japanische Soldaten die Position der 161. Brigade der 54. Division bei Xiawangzhuang an. Die 218. Brigade verstärkte die 161. Brigade der 9. Armee. Der Brigadekommandant Dong Qiwu ließ die japanischen Truppen weiter angreifen und konnte Gongjiazhuang um 7:00 Uhr erstürmen. Schon um 8:00 Uhr traten die Japaner unterstützt von 10 Panzern und 15 Flugzeugen an der Frontlinie von Xiwangzhuang an und nahmen Gongjiazhuang wieder zurück. Die Kämpfe um Xinkou toben tagelang, wobei die Höhenstellungen bei Nanhuaihua mehrere Male den Besitzer wechselte. Am 16. Oktober begann die zentrale chinesische Verteidigungstruppe einen weiteren Gegenangriff, um das Hochgelände von Nanhuaihua einzunehmen. Während dieser Schlacht fiel der Kommandeur der 9. Armee, Hao Mengling, der erste chinesische General, der während des zweiten chinesisch-japanischen Krieges im Einsatz getötet wurde.
Während dieser Zeit führte die rote 8. Marscharmee mehrere Guerilla-Angriffe gegen das Hinterland der japanischen Truppen bei Lingqiu, Guangling, Weixian, Pingxingguan, Ningwu und Yanmenguan durch.
Am Abend des 19. Oktober konnte das 769. Regiment der chinesischen 120. Division den japanischen Flugzeuglandeplatz 24 erfolgreich zerstörten. Zu diesem Zeitpunkt hatten die Japaner bereits Verluste von fast 20.000 Opfer erlitten, ohne große Fortschritte beim Angriff auf Xinkou zu erreichen. Daher musste das Oberkommando der japanischen Regionalarmee Nordchina (General Terauchi Hisaichi) am 22., 27. und 29. Oktober drei weitere Regimenter absenden, um den Angriff auf Nanhuaihua zu verstärken.

### Verteidigung am Niangziguan-Pass
Die Militärkommission der nationalchinesischen Regierung befahl den Truppen der 1. Militärregion, die Verteidigung am Niangziguan-Pass einzurichten, wobei die 17. und 30. Division das Zentrum verteidigten, die 3. Armee am rechten Flügel und die 14. Armee am linken Flügel positioniert wurde. Die Japaner nutzten nur einige Truppen, um am Niangziguan anzugreifen, während ihre Hauptstreitkräfte herummarschierten und Jiuguan eroberten. Am 11. Oktober eroberte die japanische 20. Division Jingxing.
Am 26. Oktober konnten vier japanische Commando-Bataillone die Verteidigung der chinesischen 3. Armee bei Ceyushen aufweichen und ermöglichten es die Verteidigungslinie am Niangziguan-Pass zu durchbrechen. Am 31. Oktober telegraphierte Wei Lihuang an Chiang Kai-shek, dass mehr als zwei Drittel seiner Divisionen in Nordshanxi schwere Verluste erlitten hätten und seine Verteidigung in kurzer Zeit zusammenbrechen könnten. Die Generale Liu Jiaqi, Zheng Tingzhen und Liu Meisheng waren zudem bereits in der Schlacht gefallen. Darauf befahl Yan Xishan am 2. November den Rückzug der Truppen nach Qinglong. Die chinesischen Streitkräfte wurden bald gezwungen, sich ganz nach Taiyuan zurückzuziehen und wurden von den japanischen Angreifern entlang der Eisenbahnlinie Shijiazhuang – Taiyuan verfolgt.

## Schlussfolgerung
Die Schlacht von Xinkou markierte die erste größere Zusammenarbeit zwischen der Provinzarmee (Truppen von Yan Xishan), den chinesischen Kommunisten (8. Marscharmee) und Chiang Kai-sheks Zentralarmee (14. Armeegruppe) während des 2. Chinesisch-japanischen Krieges.
Schließlich verloren die chinesischen Streitkräfte die Schlacht und bezahlten den Preis von 100.000 Toten, Verletzten oder Vermissten und wurden zum Rückzug gezwungen. Sie konnten jedoch etwa 20.000 japanische Soldaten ausschalten, Tausende weitere verwunden und Dutzende von Panzern und mehr als 24 Flugzeugen zerstören, was bisher einen Rekord an japanischen Verlusten in einer einzigen Schlacht in Nordchina darstellte.
Nach dieser Schlacht und dem anschließenden Verlust der Stadt Taiyuan (9. November) an die Japaner, verloren die Chinesen die Kontrolle über Nordchina, der Widerstand wurde auf kleinere Guerilla-Angriffe hinter den feindlichen Linien reduziert.